# خور الزبير (مدينة)
خور الزبير مدينة في ناحية الخور في قضاء سفوان بمحافظة البصرة بجنوب العراق، وهي من المناطق الصناعية الكبرى إذ تحتوي بالإضافة إلى ميناء خور الزبير على مجموعة من المعامل والشركات مثل (معمل البتروكيمياويات، ومعمل الشركة العامة لصناعة الأسمدة، ومعمل الحديد والصلب، والغاز السائل).
وتحتوي خور الزبير على محطة خور الزبير الكهربائية الغازية ومعمل للحديد والصلب ولكن هذا المعمل لا زال مُدمّرا ولا يعمل.
وتوجد مدينة سكنيّة في خور الزبير تسمى (مدينة البكر) نسبة إلى الرئيس العراقي الراحل أحمد حسن البكر الذي شُيّدت المدينة إبّان حكمه.
أغلب سكان خور الزبير من الموظفين في المنشأة الصناعية وتحتوي المدينة على عدة جوامع والعديد من الحسينيات مثل حسينية الزهراء في الأسمدة وغيرها، وتقسم المدينة إلى مناطق مثل دور الأسمدة نسبة إلى سكانها من موظفي معمل الأسمدة والهندية والكورية نسبة إلى مشيدي هذه البيوت وهما الهنود والكوريين وكذلك مناطق سكنية عبارة عن مجمعات لشقق من ثلاث طوابق ومنطقة سكنية وزّعت حديثا وسميت بحي الباقر، كذلك تحتوي المدينة على مكتب بريد.
تعتبر خور الزبير المنطقة الأشدّ تلوثا بسبب المصانع المحيطة بها، وتعتبر الشركة العامة لصناعة الأسمدة من أهم مصانع العراق الذي ينتج سنويا 1000 طن من سماد اليوريا ويصدر عبر ميناء خور الزبير الذي يبعد عنها 5 كيلومتر وأيضا تعاني خور الزبير من مشكلة الطاقة الكهربائية.

## أحياء مدينة خور الزبير

أحياء مدينة خور الزبير سنة 2021

| النصر         | مساحته | عدد سكانه |
| الحكيم        |        |           |
| الرسول        |        |           |
| الحسن         |        |           |
| الزهراء       |        |           |
| النفط         |        |           |
| الباقر الأول  |        |           |
| الباقر الثاني |        |           |
| الباقر الثالث |        |           |